# Morsbach (Duitsland)
Morsbach is een gemeente in de Duitse deelstaat Noordrijn-Westfalen, gelegen in het Oberbergischer Kreis. Morsbach telt 10.032 inwoners (31 december 2020) op een oppervlakte van 55,97 km².
In de gemeente bevinden zich 66 kernen:
| A | Alzen – Amberg – Appenhagen                                                                                               |
| B | Berghausen – Birken – Birzel – Bitze – Böcklingen – Breitgen – Burg Volperhausen                                          |
| E | Ellingen – Erblingen – Euelsloch – Eugenienthal                                                                           |
| F | Flockenberg – Frankenthal                                                                                                 |
| H | Hahn – Halle – Heide – Hellerseifen – Herbertshagen – Höferhof – Holpe – Hülstert                                         |
| K | Katzenbach – Kömpel – Korseifen                                                                                           |
| L | Ley – Lichtenberg – Lützelseifen                                                                                          |
| N | Neuhöfchen – Niederasbach – Niederdorf – Niederwarnsbach – Niederzielenbach                                               |
| O | Oberasbach – Oberholpe – Oberwarnsbach – Oberzielenbach – Ölmühle – Ortseifen                                             |
| R | Reinshagen – Rhein – Ritterseifen – Rolshagen – Rom – Rosengarten – Rossenbach                                            |
| S | Schlechtingen – Seifen – Siedenberg – Solseifen – Springe – Steimelhagen – Stentenbach – Stockshöhe – Straßerhof – Strick |
| U | Überasbach – Überholz |
| V | Volperhausen |
| W | Wallerhausen – Wendershagen – Wittershagen                                                                                |
| Z | Zinshardt |

Bergneustadt · Engelskirchen · Gummersbach · Hückeswagen · Lindlar · Marienheide · Morsbach · Nümbrecht · Radevormwald · Reichshof · Waldbröl · Wiehl · Wipperfürth